# Аль-Ахмади, Карим
Кари́м Эль Ахмади́ Арруси́ (араб. كريم الأحمدي‎; 27 января 1985, Энсхеде, Нидерланды) — марокканский и нидерландский футболист, полузащитник. Выступал за сборную Марокко.

## Карьера
21 марта 2004 года Эль-Ахмади провёл свой первый официальный матч за «Твенте» матче против «Утрехта» (2:0), где он сыграл 90 минут. Эль-Ахмади получил возможность сыграть ещё две игры это сезона, против «Гронингена» и «Розендала».
Сезон 2004/05 Эль-Ахмади начал выходя на замену в течение двух игр против «Аякса» и «Валвейка» в начале сезона. В матче против «Херенвена» 28 августа 2004 года Эль-Ахмади отыграл полностью. 13 ноября 2004 года Эль-Ахмади забил свой первый гол за свой клуб, а «Твенте» в том матче обыграл НЕК. В конце сезона Эль-Ахмади сыграл 16 матчей, играя в основном на фланге. Затем он стал играть в первой командой регулярно.
В следующем сезоне 2005/06 Эль-Ахмади не смог обрести себя и появился на поле всего 8 раз. В основном это связывают с прибытием в команду Кеннеди Бакирчиоглу и Патрик Герритсена.
В следующем сезоне 2006/07 Эль-Ахмади получил травму колена в матче Кубка УЕФА против эстонский «Левандии» (1:1). После восстановления Эль-Ахмади возвратился в резерв и к середине ноября сыграл свой первый матч за основу в сезоне, выйдя на замену вместо Ваута Брама в матче против «бело-зелёной армии». После этого матча Эль-Ахмади зарекомендовал себя, как игрок основного состава. 8 апреля 2007 года Эль-Ахмади забил единственный гол в игре против «Хераклеса». Эль-Ахмади ни сыграл ни одной игры за клуб с 13 ноября 2006 года по 29 апреля 2007 года. В конце сезона 2006/07 клуб стал четвёртым в чемпионате, в результате чего квалифицировался в Кубок УЕФА.
В следующем сезоне 2007/08 «Твенте» начал страдать после того, как клуб продал Кеннеди Бакирчиоглу в «Аякс» и Шарбеля Тоума «жеребцам».
В июле 2018 года стал игроком клуба «Аль-Иттихад».

## Достижения
«Фейенорд»
- Чемпион Нидерландов: 2016/17
- Обладатель Кубка Нидерландов (2): 2015/16, 2017/18
- Обладатель Суперкубка Нидерландов: 2017